# Olympische Sommerspiele 1960/Fußball
Bei den XVII. Olympischen Spielen 1960 in Rom wurde ein Wettbewerb im Fußball ausgetragen. Jugoslawien erreichte zum vierten Mal in Folge das Finale und konnte nach drei Niederlagen erstmals gewinnen.
Für Deutschland nahm eine bundesdeutsche Auswahl teil, welche sich in einer innerdeutschen Ausscheidung gegen die Mannschaft der DDR durchsetzen konnte. In der Qualifikation zur Gruppenphase, welche erstmals beim olympischen Fußballturnier durchgeführt wurde, scheiterten die Deutschen jedoch gegen Polen. Erstmals auch wurde die Vorrunde in Form einer Gruppenphase mit vier Gruppen a vier Mannschaften gespielt. Im Gegensatz jedoch zu dem bei WM-Turnieren angewandten Modus begann die K.-o.-Runde bei diesem Turnier mit dem Halbfinale; ein Viertelfinale wurde nicht ausgespielt, so dass sich lediglich die Sieger der vier Vorrundengruppen qualifizieren konnten. Spielorte waren neben Rom mit dem Stadio Olimpico in dem nur das Finale stattfand und dem Stadio Flaminio noch Florenz, Grosseto, L’Aquila, Livorno, Neapel und Pescara.
Gastgeber Italien konnte den Heimbonus nicht nutzen und wurde nur Vierter.
Die Silbermedaille Dänemarks wurde überschattet durch einen Flugzeugunfall: auf dem Weg zu einem Vorbereitungsspiel für das Turnier stürzten acht Spieler, darunter drei bereits für das olympische Turnier nominierte, mit einer De Havilland DH.89 Dragon Rapide kurz nach dem Start in Kopenhagen in den Tod.

## Stadien
Neben dem Stadio Olimpico als Endspielort wurden sieben Stadien ausgewählt.
| Stadt    | Stadion            | Plätze |
| -------- | ------------------ | ------ |
| Rom      | Stadio Flaminio    | 30.000 |
| Neapel   | Stadio Fuorigrotta | 76.824 |
| Florenz  | Stadio Comunale    | 47.282 |
| L’Aquila | Stadio Comunale    | 20.000 |
| Livorno  | Stadio Ardenza     | 19.238 |
| Pescara  | Stadio Adriatico   | 19.500 |
| Grosseto | Stadio Comunale    | 10.200 |

## Das Turnier

### Gruppenphase

#### Gruppe A
|                                            |   |             |           |
| 26. August 1960 in Grosseto                |   |             |           |
| Bulgarien                                  | – | Türkei      | 3:0 (1:0) |
| 26. August 1960 in Pescara                 |   |             |           |
| Jugoslawien                                | – | VA Republik | 6:1 (3:0) |
| 29. August 1960 in L’Aquila                |   |             |           |
| Bulgarien                                  | – | VA Republik | 2:0 (1:0) |
| 29. August 1960 in Florenz                 |   |             |           |
| Jugoslawien                                | – | Türkei      | 4:0 (1:0) |
| 1. September 1960 in Rom (Stadio Flaminio) |   |             |           |
| Jugoslawien                                | – | Bulgarien   | 3:3 (0:0) |
| 1. September 1960 in Livorno               |   |             |           |
| Türkei                                     | – | VA Republik | 3:3 (2:1) |

| Pl. | Land        | Sp. | S | U | N | Tore    | Diff. | Punkte |
| --- | ----------- | --- | - | - | - | ------- | ----- | ------ |
| 1.  | Jugoslawien | 3   | 2 | 1 | 0 | 013:400 | +9    | 05:10  |
| 2.  | Bulgarien   | 3   | 2 | 1 | 0 | 008:300 | +5    | 05:10  |
| 3.  | VA Republik | 3   | 0 | 1 | 2 | 004:110 | −7    | 01:50  |
| 4.  | Türkei      | 3   | 0 | 1 | 2 | 003:100 | −7    | 01:50  |

#### Gruppe B
|                                          |   |                |           |
| 26. August 1960 in Livorno               |   |                |           |
| Brasilien                                | – | Großbritannien | 4:3 (1:1) |
| 26. August 1960 in Neapel                |   |                |           |
| Italien                                  | – | Taiwan         | 4:1 (2:1) |
| 29. August 1960 in Rom (Stadio Flaminio) |   |                |           |
| Italien                                  | – | Großbritannien | 2:2 (1:1) |
| 29. August 1960 in Rom (Stadio Flaminio) |   |                |           |
| Brasilien                                | – | Taiwan         | 5:0 (2:0) |
| 1. September 1960 in Grosseto            |   |                |           |
| Großbritannien                           | – | Taiwan         | 3:2 (1:0) |
| 1. September 1960 in Florenz             |   |                |           |
| Italien                                  | – | Brasilien      | 3:1 (0:1) |

| Pl. | Land           | Sp. | S | U | N | Tore    | Diff. | Punkte |
| --- | -------------- | --- | - | - | - | ------- | ----- | ------ |
| 1.  | Italien        | 3   | 2 | 1 | 0 | 009:400 | +5    | 05:10  |
| 2.  | Brasilien      | 3   | 2 | 0 | 1 | 010:600 | +4    | 04:20  |
| 3.  | Großbritannien | 3   | 1 | 1 | 1 | 008:800 | ±0    | 03:30  |
| 4.  | Taiwan         | 3   | 0 | 0 | 3 | 003:120 | −9    | 0:60   |

#### Gruppe C
|                                          |   |             |           |
| 26. August 1960 in Rom (Stadio Flaminio) |   |             |           |
| Polen                                    | – | Tunesien    | 6:1 (3:1) |
| Dänemark                                 | – | Argentinien | 3:2 (1:1) |
| 29. August 1960 in Livorno               |   |             |           |
| Dänemark                                 | – | Polen       | 2:1 (1:0) |
| 29. August 1960 in Pescara               |   |             |           |
| Tunesien                                 | – | Argentinien | 1:2 (1:1) |
| 1. September 1960 in L’Aquila            |   |             |           |
| Dänemark                                 | – | Tunesien    | 3:1 (2:0) |
| 1. September 1960 in Neapel              |   |             |           |
| Argentinien                              | – | Polen       | 2:0 (1:0) |

| Pl. | Land        | Sp. | S | U | N | Tore    | Diff. | Punkte |
| --- | ----------- | --- | - | - | - | ------- | ----- | ------ |
| 1.  | Dänemark    | 3   | 3 | 0 | 0 | 008:400 | +4    | 06:0   |
| 2.  | Argentinien | 3   | 2 | 0 | 1 | 006:400 | +2    | 04:20  |
| 3.  | Polen       | 3   | 1 | 0 | 2 | 007:500 | +2    | 02:40  |
| 4.  | Tunesien    | 3   | 0 | 0 | 3 | 003:110 | −8    | 0:60   |

#### Gruppe D
|                                            |   |            |           |
| 26. August 1960 in L’Aquila                |   |            |           |
| Ungarn                                     | – | Indien     | 2:1 (1:0) |
| 26. August 1960 in Florenz                 |   |            |           |
| Frankreich                                 | – | Peru       | 2:1 (0:1) |
| 29. August 1960 in Grosseto                |   |            |           |
| Frankreich                                 | – | Indien     | 1:1 (0:0) |
| 29. August 1960 in Neapel                  |   |            |           |
| Ungarn                                     | – | Peru       | 6:2 (3:1) |
| 1. September 1960 in Rom (Stadio Flaminio) |   |            |           |
| Ungarn                                     | – | Frankreich | 7:0 (3:0) |
| 1. September 1960 in Pescara               |   |            |           |
| Peru                                       | – | Indien     | 3:1 (1:0) |

| Pl. | Land       | Sp. | S | U | N | Tore    | Diff. | Punkte |
| --- | ---------- | --- | - | - | - | ------- | ----- | ------ |
| 1.  | Ungarn     | 3   | 3 | 0 | 0 | 015:300 | +12   | 06:0   |
| 2.  | Frankreich | 3   | 1 | 1 | 1 | 003:900 | −6    | 03:30  |
| 3.  | Peru       | 3   | 1 | 0 | 2 | 006:900 | −3    | 02:40  |
| 4.  | Indien     | 3   | 0 | 1 | 2 | 003:600 | −3    | 01:50  |

### Halbfinale
|                                            |   |               |                 |
| 5. September 1960 in Neapel                |   |               |                 |
| Italien                                    | – | Jugoslawien 1 | 1:1 n. V. (0:0) |
| 6. September 1960 in Rom (Stadio Flaminio) |   |               |                 |
| Dänemark                                   | – | Ungarn        | 2:0 (1:0)       |

### Spiel um Bronze
| Ungarn                                              | Ungarn | Italien | Italien |
| --------------------------------------------------- | --- | --- | ------- |
| Ungarn                                              | \| 9. September 1960 in Rom (Stadio Flaminio) \| \| Ergebnis: 2:1 (1:0) \| \| Zuschauer: 18.972 \| \| Schiedsrichter: Reg Leafe ( Vereinigtes Königreich) \|                       | \| 9. September 1960 in Rom (Stadio Flaminio) \| \| Ergebnis: 2:1 (1:0) \| \| Zuschauer: 18.972 \| \| Schiedsrichter: Reg Leafe ( Vereinigtes Königreich) \|                                                               | Italien |
| Ungarn                                              | Gábor Török – Zoltán Dudás, Jenő Dalnoki – Ernő Solymosi, Pál Várhidi, Ferenc Kovács – Imre Sátori, János Göröcs, Flórián Albert, Pál Orosz, János Dunai Cheftrainer: Lajos Baróti | Luciano Alfieri – Tarcisio Burgnich, Mario Trebbi – Paride Tumburus, Sandro Salvadore, Giovanni Trapattoni – Giancarlo Cella, Gianni Rivera, Ugo Tomeazzi, Giacomo Bulgarelli, Giorgio Rossano Cheftrainer: Giuseppe Viani | Italien |
| Ungarn                                              | 1:0 Orosz (32.) 2:0 Dunai (69.) | 2:1 Tomeazzi (84.) | Italien |
| Ungarn                                              | Verwarnungen: Orosz, Dalnoki | | Italien |
| 9. September 1960 in Rom (Stadio Flaminio)          | | |         |
| Ergebnis: 2:1 (1:0)                                 | | |         |
| Zuschauer: 18.972                                   | | |         |
| Schiedsrichter: Reg Leafe ( Vereinigtes Königreich) | | |         |

### Finale
| Jugoslawien                                  | Jugoslawien | Dänemark | Dänemark |
| -------------------------------------------- | --- | --- | -------- |
| Jugoslawien                                  | \| 10. September 1960 in Rom (Olympiastadion) \| \| Ergebnis: 3:1 (2:0) \| \| Zuschauer: 23.042 \| \| Schiedsrichter: Concetto Lo Bello ( Italien) \|                                                      | \| 10. September 1960 in Rom (Olympiastadion) \| \| Ergebnis: 3:1 (2:0) \| \| Zuschauer: 23.042 \| \| Schiedsrichter: Concetto Lo Bello ( Italien) \|                                                      | Dänemark |
| Jugoslawien                                  | Blagoja Vidinić – Novak Roganović, Fahrudin Jusufi – Ante Žanetić, Vladimir Durković, Željko Perušić – Andrija Anković, Željko Matuš, Milan Galić, Tomislav Knez, Bora Kostić Cheftrainer: Ljubomir Lovrić | Henry From – Poul Andersen, Poul Jensen – Bent Hansen, Hans Christian Nielsen, Flemming Nielsen – Poul Pedersen, Tommy Troelsen, Harald Nielsen, Henning Enoksen, Jørn Sørensen Cheftrainer: Arne Sørensen | Dänemark |
| Jugoslawien                                  | 1:0 Galić (1.) 2:0 Matuš (11.) 3:0 Kostić (69.) | 3:1 F.Nielsen (90.) | Dänemark |
| Jugoslawien                                  | Verwarnung: Durković Platzverweis: Galić (84.) | Verwarnung: H. Nielsen | Dänemark |
| 10. September 1960 in Rom (Olympiastadion)   | | |          |
| Ergebnis: 3:1 (2:0)                          | | |          |
| Zuschauer: 23.042                            | | |          |
| Schiedsrichter: Concetto Lo Bello ( Italien) | | |          |

## Medaillenränge
| Rang             | Medaillengewinner |
| ---------------- | --- |
| Gold Jugoslawien | Andrija Anković, Vladimir Durković, Milan Galić, Fahrudin Jusufi, Tomislav Knez, Aleksandar Kozlina, Bora Kostić, Dušan Maravić, Željko Matuš, Željko Perušić, Novak Roganović, Velimir Sombolac, Milutin Šoškić (TW), Silvester Takač, Blagoja Vidinić (TW), Ante Žanetić Trainer: Ljubomir Lovrić |
| Silber Dänemark  | Poul Andersen, John Danielsen, Henning Enoksen, Henry From (TW), Bent Hansen, Poul Jensen, Hans Christian Nielsen, Flemming Nielsen, Harald Nielsen, Poul Pedersen, Jørn Sørensen, Tommy Troelsen Trainer: Arne Sørensen                                                                            |
| Bronze Ungarn    | Flórián Albert, Jenő Dalnoki, Zoltán Dudás, János Dunai, Lajos Faragó (TW), János Göröcs, Ferenc Kovács, Dezső Novák, Pál Orosz, Tibor Pál, Gyula Rákosi, Imre Sátori, Ernő Solymosi, Gábor Török (TW), Pál Várhidi, Oszkár Vilezsál Trainer: Lajos Baróti                                          |

## Beste Torschützen
| Rang | Spieler             | Tore |
| ---- | ------------------- | ---- |
| 1    | Milan Galić         | 7    |
| 2    | Harald Nielsen      | 6    |
|      | Bora Kostić         | 6    |
| 4    | Ernst Pohl          | 5    |
|      | János Dunai         | 5    |
|      | Flórián Albert      | 5    |
|      | János Göröcs        | 5    |
| 8    | Gérson              | 4    |
|      | Juan Carlos Oleniak | 4    |
|      | Robert Brown        | 4    |
|      | Giorgio Rossano     | 4    |